# Frère de sang
Pour les articles homonymes, voir Frère de sang (homonymie).

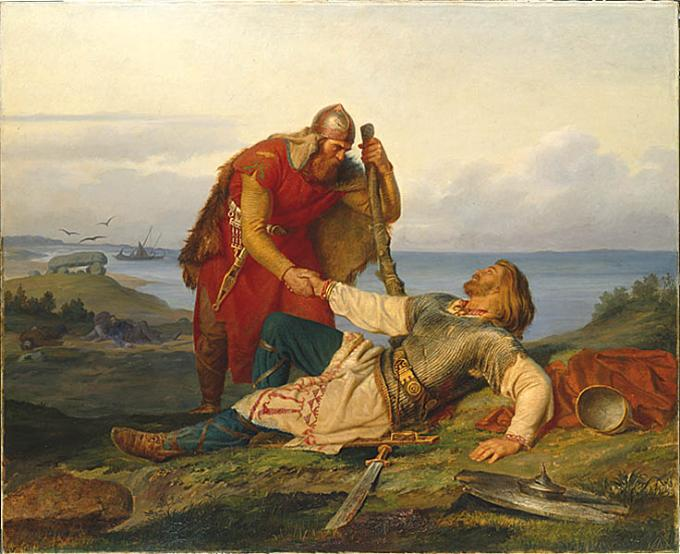
Örvar-Oddr faisant ses adieux à son frère de sang Hjalmar, tableau de Mårten Eskil Winge (1866)

Le frère de sang est un homme qui est lié par un lien fraternel à un autre homme que ce soit son frère, ou bien un ami à qui il jure serment de fidélité par un serment en mêlant son sang avec le sien.

## Par pays

### Islande
Des pactes de sang sont décrits dans des sagas du XIIIe siècle alors qu'ils ne sont plus pratiqués. Il s'agit probablement d'une pratique pré-chrétienne. Les participants découpent partiellement une bande de terre qu'ils font tenir par une lance, et font couler ensemble leur sang dans la terre. Ils prononcent alors un serment.

### Scythes
Selon Hérodote, les Scythes utilisent des pactes de sang. Les deux participants font couler leur sang qui est mélangé avec du vin. Plusieurs armes sont trempées dedans, puis les participants le boivent, ainsi que leurs proches les plus fidèles. Des coutumes similaires sont attribuées aux Lydiens et aux Mèdes.
Pour Isidore de Séville, l'étymologie de fœdus vient du sang utilisé originellement pour sceller les traités d'alliance .